# Городище (Песчанский район)
Городи́ще (укр. Городище) — село на Украине, находится в Песчанском районе Винницкой области.
В селе расположен остановочный пункт Щербаково узкоколейной железной дороги Рудница — Голованевск.
Код КОАТУУ — 0523280901. Население по переписи 2001 года составляет 812 человек. Почтовый индекс — 24731. Телефонный код — 4349.
Занимает площадь 2,974 км².

## Религия
В селе действует Свято-Покровский храм Песчанского благочиния Могилёв-Подольской епархии Украинской православной церкви.

## Адрес местного совета
24731, Винницкая область, Песчанский р-н, с. Городище, ул. Ленина, 64